# Sława Oficeru
„Sława Oficeru” (ros. Бронепоезд „Слава Офицеру”) – lekki pociąg pancerny Białych podczas wojny domowej w Rosji.
30 marca 1919 r. załoga pociągu pancernego „Oficer” w rejonie stacji kolejowej Chacepetowka opanowała bolszewicki pociąg pancerny „2 Syberyjski Pociąg Opancerzony”. 22 kwietnia wszedł on w skład wojsk Białych pod nazwą „Sława Oficeru” (na cześć „Oficera”). Jego dowódcą został sztabskpt. B.W. Charkowiec, który wcześniej dowodził „Oficerem”. Pociąg składał się z 3 platform kolejowych z działami i 1 platformy z karabinami maszynowymi. Od pocz. lipca działał na Ukrainie. 7 lipca na stacji kolejowej Kołomak jego załoga zdobyła bolszewicki pociąg pancerny „Towarzysz Jegorow”. 1 sierpnia podporządkowano go 4 Dywizjonowi Pociągów Pancernych. 26 grudnia koło Rostowa nad Donem otrzymał trafienie artyleryjskie. 13 marca 1920 r. został pozostawiony w Noworosyjsku podczas ewakuacji wojsk Białych na Krym.